# Big Linux
Big Linux es una distribución brasileña del sistema operativo Linux, originalmente basada en Kurumin, Knoppix, Kanotix, y finalmente Kubuntu.
A partir de 2017 la distribución renació basada en deepin. Luego ofreció dos entornos de escritorio: Cinnamon y Deepin. 
En 2021, la distribución volvió a cambiar de base y entorno de escritorio, migrando a Manjaro, con KDE Plasma, como entorno de escritorio utiliza repositorios de esta distribución y posee los suyos propios.
Según el sitio web oficial:

Big Linux es una completa solución en informática con el objetivo principal de usarse en Desktops (computador de escritorio), unido a un estilo práctico, seguridad, estabilidad y belleza (en portugués).

Big Linux posee como objetivo entregar los programas más utilizados por la mayoría de los usuarios. La dificultad, por así decir, clásica, para migrar a un sistema LinuxGNU/Linux, es el hecho de descubrir cuál programa es el que nos sirve para realizar una tarea específica. Por esto, está distribución Linux adoptó una disposición diferente al estándar para la descripción de programas. En el menú principal, organiza los programas de acuerdo con la función que realiza y no con el nombre del programa.

## Apariencia de escritorio[5]
BigLinux tiene 6 interfaces en el Centro de Control:
- Classic: tradicional , siguiendo la misma usabilidad que ha utilizado BigLinux a lo largo de los años.
- New: Barra con iconos que hace referencia un poco a la usabilidad de los smartphones.
- Modern: Barra centralizada flotante con iconos que comparten la misma área que los iconos de estado y notificación.
- K-unity: En el lado izquierdo que se refiere a cómo usar el escritorio de Unity.
- Next-G: Dock centrado en la parte inferior de la pantalla y se refiere a la forma de usar el escritorio GNOME.
- Desk-X: Iconos centrados con movimiento ondulatorio en la parte inferior de la pantalla.

## Galería

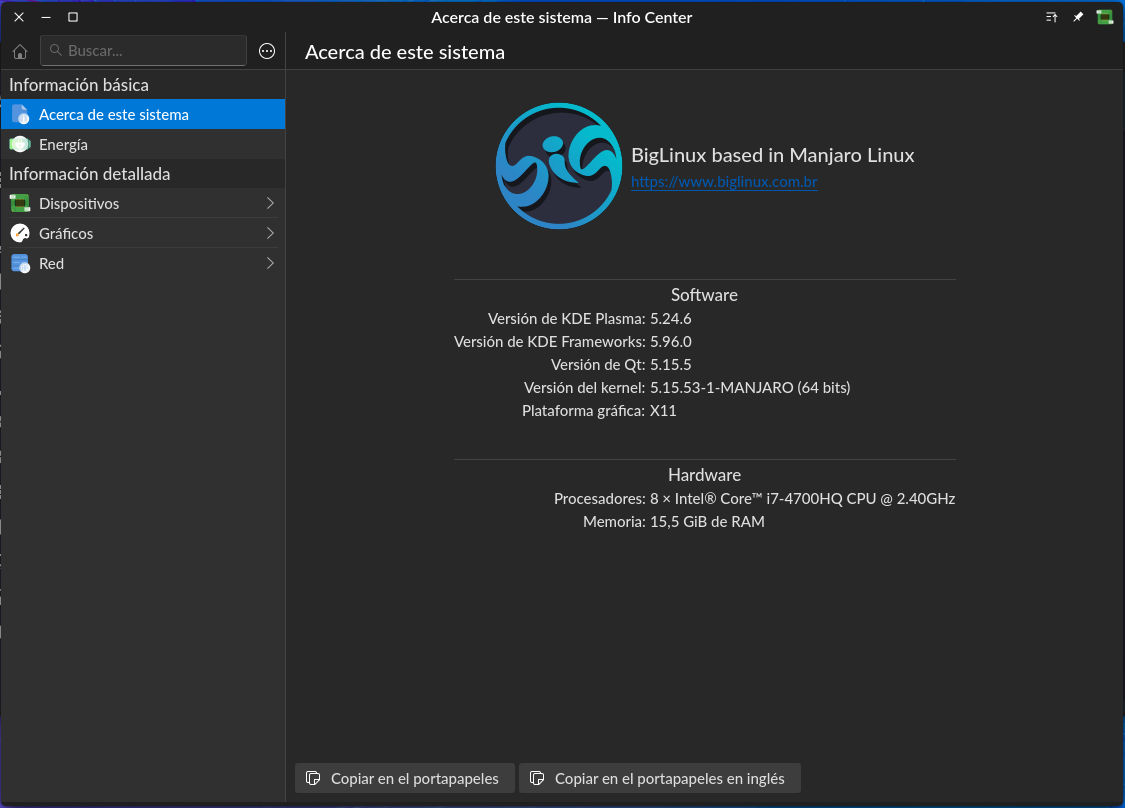
Aplicación InfoCenter de Big Linux
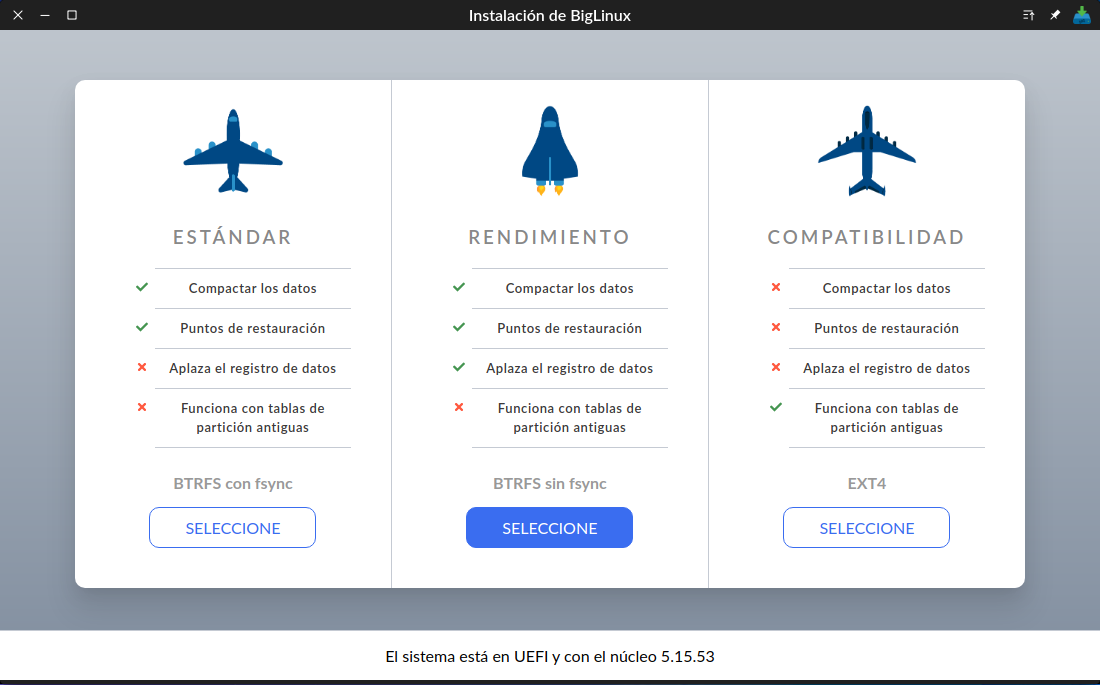
Captura de pantalla de los Tipos de Instalación en BigLinux 2022-07-15
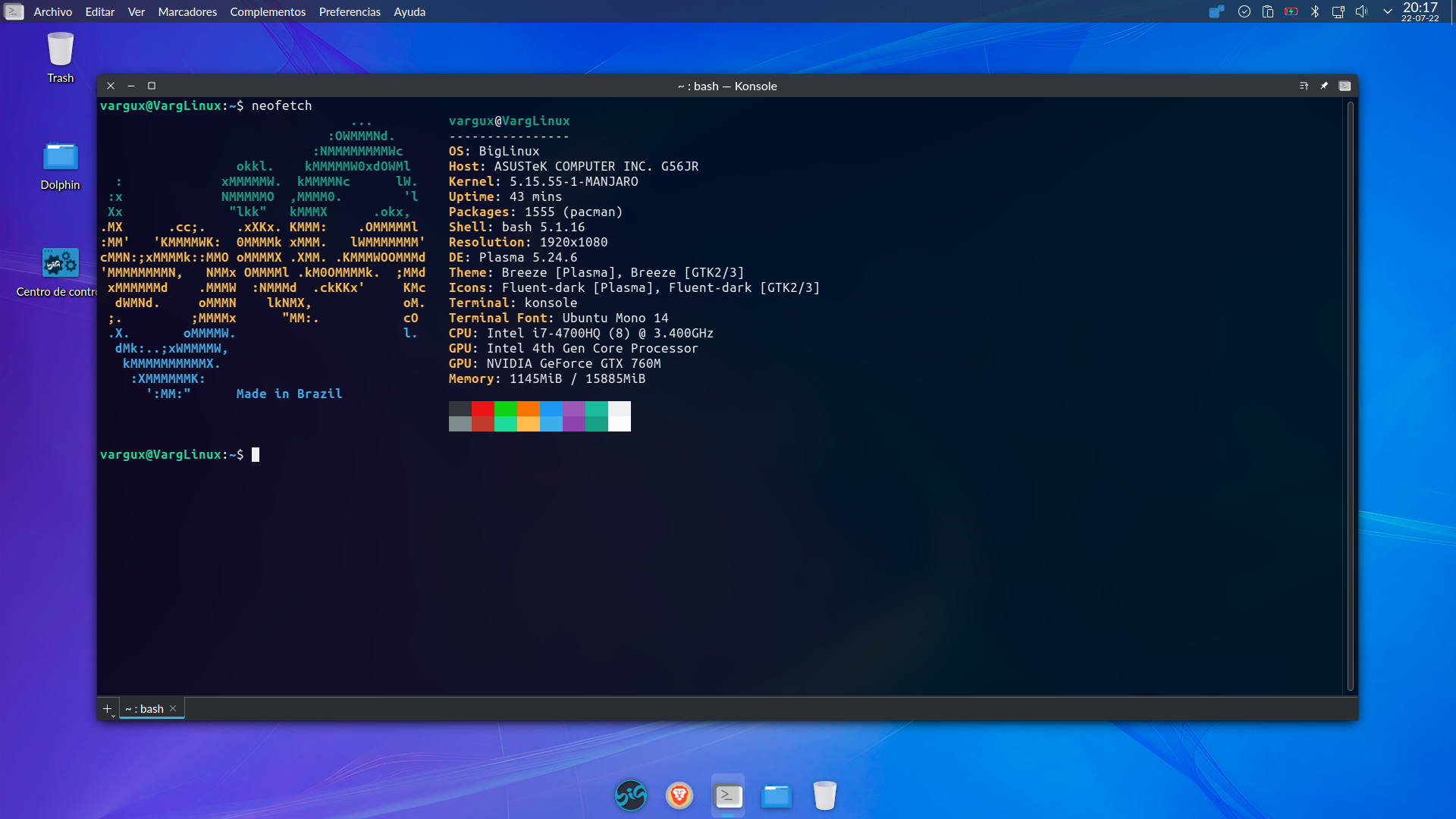
Captura de pantalla de BigLinux 2022-07-15 mostrando Neofetch